# Adresse d'entrées-sorties
Adresse d'entrées-sorties est un bus qui relie, sur la plupart des architectures,  le processeur aux périphériques autres que la mémoire, tels que les autres bus (PCI, AGP, ISA, IDE...).
Pour y accéder, on doit utiliser explicitement des instructions spéciales fournies par le processeur, ou admettre que telle plage connue d'adresses physiques manipulées par le processeur est déroutée sur ce bus, alors que le reste des accès se fait sur le bus mémoire.
Cependant, sur l'architecture PC, ce bus se confond avec le bus mémoire, même s'ils ne fonctionnent pas à la même vitesse ou n'ont pas la même largeur de données.
C'est le rôle des chipsets des PC actuels que d'assurer l'interconnexion de ces bus avec le processeur, de sorte que ces deux bus distincts « physiquement » n'en forment qu'un seul « logique » du point de vue du programmeur et du processeur.